# Neophocaena sunameri
La neofocena cinese (Neophocaena sunameri Pilleri e Gihr, 1975) è un cetaceo appartenente alla famiglia delle focene (Phocoenidae). Vive nel mar Cinese Orientale, nel mar Giallo e nelle acque che circondano l'arcipelago giapponese.

## Tassonomia
La specie è stata descritta scientificamente nel 1975. Da allora, è stata spesso considerata una sottospecie della neofocena (Neophocaena phocaenoides sunameri), per poi essere separata da questa nel 2008 come una delle due sottospecie della specie indipendente denominata neofocena dell'Asia orientale (Neophocaena asiaeorientalis sunameri). Nel 2018, la focena cinese ha riacquistato il proprio status di specie a sé.

## Descrizione
Gli esemplari appena nati sono di colore grigio scuro, ma diventano più chiari con l'età. A differenza della neofocena dell'Indo-Pacifico, la neofocena cinese e quella dello Yangtze hanno una cresta dorsale leggermente più alta e molto più stretta (0,2-1,2 cm di larghezza), con 1-10 file di tubercoli (contro le 10-25 file per una larghezza di 3,5-12,0 cm di quella della neofocena dell'Indo-Pacifico).

## Biologia
Gli autori di uno studio effettuato nel 2016 hanno analizzato i contenuti stomacali di varie neofocene cinesi in zone diverse del loro areale (per un totale di 23 individui) allo scopo di determinare la dieta della specie. Le specie predate sono state individuate attraverso l'analisi morfologica e mitocondriale mediante il barcoding della citocromo ossidasi I (COI). Grazie a questa tecnica, sono state identificate complessivamente 21 specie, tra cui 16 specie di pesci, 2 di cefalopodi, 2 di crostacei e 1 di molluschi bivalvi. Le prede predominanti erano i pesci Odontamblyopus lacepedii (Gobiidae), Scomber australasicus (Scombridae), Larimichthys polyactis, Nibea albiflora (Sciaenidae) e Saurida elongata (Synodontidae).

## Rapporti con l'uomo
La Lista rossa della IUCN segue la contestata classificazione del 2018 che riunisce la focena cinese e quella dello Yangtze in un'unica specie, N. asiaeorientalis. A questa singola specie è stato assegnato lo status di «specie in pericolo» (Endangered).
Nel 2018 è stato pubblicato uno studio rivolto alla ricerca di microplastiche nel tratto gastrointestinale delle focene cinesi del mar Giallo e del mare di Bohai. Gli scienziati hanno rinvenuto particelle di plastica in ciascuno degli esemplari studiati, con un contenuto medio di 19,1 ± 7,2 unità per campione. Si noti che a causa della struttura a pieghe della sua parte anteriore, il tratto digerente delle neofocene tende ad intrappolare le microplastiche, che rimangono così all'interno dell'animale.